# Andrzej Bargiel
Andrzej Bargiel (Łętownia, 18 aprile 1988) è uno scialpinista, arrampicatore, fondista di corsa in montagna e trail runner polacco, detentore dal 2016 del record di velocità per il Premio Leopardo delle Nevi (5 salite in 29 giorni 17 ore e 5 minuti di uno stesso anno).
Nel settembre 2014, Bargiel ha registrato il record di velocità sul Manaslu dal campo base alla cima (14 ore e 5 minuti) e dal campo base alla cima per poi tornare al campo base (21 ore e 14 minuti). Nel suo palmarès si contano anche le discese sciistiche dello Shishapangma (2013) e del Broad Peak (2015), oltre a una partecipazione alla Pierra Menta e alla Patrouille des Glaciers. Il 22 luglio 2018 ha eseguito la prima discesa completa con gli sci dal K2, scendendo dalla cima al campo base.